# Claudia Dávila
Claudia Dávila Moscoso es una abogada y política peruana. Fue ministra de la Mujer y Poblaciones Vulnerables en el gobierno de Pedro Castillo, entre agosto y noviembre de 2022.

## Vida política

### Ministra de Estado
El 24 de agosto de 2022, fue nombrada ministra de la Mujer y Poblaciones Vulnerables en el gobierno de Pedro Castillo.